# Tronc thyro-cervical
Le tronc thyro-cervical (ou tronc thyro-bicervico-scapulaire ou tronc thyro-scapulaire) est une artère du cou.

## Trajet
Le tronc thyro-cervical est une branche de l'artère subclavière,. Il naît de la face supérieure de la première portion de ce vaisseau, entre son origine et le bord interne du muscle scalène antérieur.

## Branches
Le tronc thyro-cervical se divise peu après son origine en :
- Artère thyroïdienne inférieure[2],[3] ;
- Artère cervicale ascendante ;
- Artère transverse du cou[4] ;
- Artère supra-scapulaire[5].

### Variations
Il existe des variations dans l'origine de ces vaisseaux.
Les artères dorsale scapulaire et cervicale ascendante peuvent apparaître séparément et ne pas être des branches de l'artère transverse du cou pour la première ou de l'artère thyroïdienne inférieure pour la deuxième..

## Zone d'irrigation
Le tronc thyro-cervical irrigue les muscles du cou.